# Lixophaga charapensis
Lixophaga charapensis là một loài ruồi trong họ Tachinidae.